# 金星乡 (诏安县)
金星乡是中国福建省漳州市诏安县下辖的一个乡。

## 行政区划
金星乡下辖以下地区：
湖内村、公子店村、田朴村、蟳寮村、院前村、黎明村、邱城村、新东亭村和金星农场。